# Ceratophysella hystrix
Ceratophysella hystrix is een springstaartensoort uit de familie van de Hypogastruridae. De wetenschappelijke naam van de soort is voor het eerst geldig gepubliceerd in 1924 door Handschin.